# Electragapetus uchidai
Electragapetus uchidai là một loài Trichoptera trong họ Glossosomatidae. Chúng phân bố ở miền Cổ bắc.